# Bobrove, Lebedîn
Bobrove (în ucraineană Боброве) este un sat în comuna Kameane din raionul Lebedîn, regiunea Sumî, Ucraina.

## Demografie
Componența lingvistică a localității Bobrove
     Ucraineană (95,68%)
     Rusă (3,09%)
     Română (1,23%)
Conform recensământului din 2001, majoritatea populației localității Bobrove era vorbitoare de ucraineană (95,68%), existând în minoritate și vorbitori de rusă (3,09%) și română (1,23%).